# Manuela Calvo
Manuela Calvo (Buenos Aires, 14 de mayo de 1979) es una comunicadora social, periodista, defensora de DDHH, y documentalista, conocida por la persecución judicial en su contra. Tomó trascendencia por tratarse de una forma sistemática de censura en casos investigados donde existen denuncias de incesto paterno filial y corrupción en el sistema judicial de la Provincia de La Rioja.

## Biografía

### Juventud y formación
Nació el 14 de mayo de 1979, en la ciudad argentina de Buenos Aires, siendo hija del artista plástico Octavio Calvo y de Silvia Nadal. Durante su adolescencia se mudó a la provincia de Córdoba y, posteriormente, estableció su residencia permanente en la ciudad de La Rioja.
Tras realizar estudios en la Universidad Nacional de La Rioja, obtuvo una licenciatura en Comunicación social. Escribió para el portal Página/12, y preside la fundación "Pares".
En La Rioja, ha trabajado como gestora y promotora de eventos culturales. Durante más de una década, fue licenciataria de TEDx en la ciudad, además de PechaKucha, y colaboradora local de Voces Vitales. Asimismo, ha impulsado iniciativas sociales de gran impacto en su comunidad, como "RECREAR".

## Labor periodística
En abril de 2021 publicó la primera parte de su primer trabajo documental, "Mala Víctima", que tiene como protagonista a Paula Sánchez Frega, la primera víctima de difusión de material íntimo sin consentimiento en Argentina en llevar su caso a juicio. En él contrasta la violencia mediática contra Frega con su testimonio. El 10 de junio de 2021 tras una disputa legal que duró 5 años en la justicia riojana, el denunciado fue condenado a 5 años de prisión efectiva.
En febrero de 2022 mientras se encontraba investigando y trabajando en su segundo documental, "Mala Madre", con la premisa de contrastar la violencia mediática contra una mujer criminalizada por impedimento de contacto tras denunciar abuso sexual intrafamiliar de su hija, en el denominado "Caso Arcoíris", la justicia de la Provincia de La Rioja le impuso a Calvo una censura previa, fundándose en el boceto de un corto animado de ficción (no estrenado) ganador del incentivo a la creación visual  "Tu historia late" en el que la periodista estaba trabajando la temática de revinculaciones forzosas en el sistema judicial.
Debido a esta medida se le prohibió a Calvo publicar, divulgar, difundir cualquier información relacionada directa o indirectamente con el "Caso Arcoíris", y se le instó a borrar todo aquel trabajado relacionado con este.
El domingo 5 de junio de 2022 se produjo un allanamiento en el domicilio de la periodista, acusándole de haber violado dicha medida. En el mismo se le sustrajeron todos sus elementos de trabajo, junto a los de sus cónyuge; iniciándosele una causa por desobediencia a la autoridad. Al cabo de siete días, el 12 de junio, la jueza de Instrucción María Eugenia Torres respondió a un Habeas Data presentado por el equipo legal de Calvo, ordenando fijar como punto de pericia de los dispositivos confiscados toda «información vinculada a la niña» y por consiguiente realizar la devolución de los estos. El 23 de junio el equipo legal de Calvo conoció una lista de allanamientos provistos para ese mismo mes, en el que se incluían a las mismas abogadas.
El 1 de agosto de 2022, en La Universidad Nacional de La Rioja, Calvo sostuvo un encuentro por Los Derechos Humanos en el periodismo junto junto a distintas personalidades locales y la titular de la Defensoría del Público, Miriam Lewin. Allí Lewin calificó lo sucedido a Calvo como algo sin precedentes:

"Los periodistas tenemos un derecho constitucional que es guardar el secreto de nuestras fuentes y a Manuela se la estaba presionando para que revelara sus vínculos con una fuente periodística y el paradero de la fuente (…) además le secuestraron el material e instrumentos de trabajo para indagar en ellos si tenía información que pudiera servir a la justicia para detectar la ubicación, para localizar a esa persona, a esa fuente. Para mi es de una gravedad institucional sin precedentes en los últimos años de democracia"

En octubre de 2022 la justicia agregó una segunda imputación penal por el mismo caso con el delito de impedimento de contacto, esta causa está en el Juzgado de Instrucción de Violencia de Género y Protección Integral del Menor N°1 de La Provincia de La Rioja, y fue el defensor Oficial de Niñas, Niños y Adolescentes e Incapaces, Pablo Ernesto Cubillo, que, en su poder de representación de la menor, realizó la denuncia contra Calvo.
Posteriormente en 2023 distintas medidas judiciales le prohibieron la cobertura de otros casos similares en la provincia, como el llamado "Caso Cosquillitas".
En junio de 2023 la jueza provincial Ana Carla Menem, impuso una medida de censura contra Calvo, quien se encontraba realizando una investigación en un causa donde se acusaba a Menem de extraditar a un prófugo fuera de La Provincia de la Rioja mientras este tenía una orden de captura vigente.

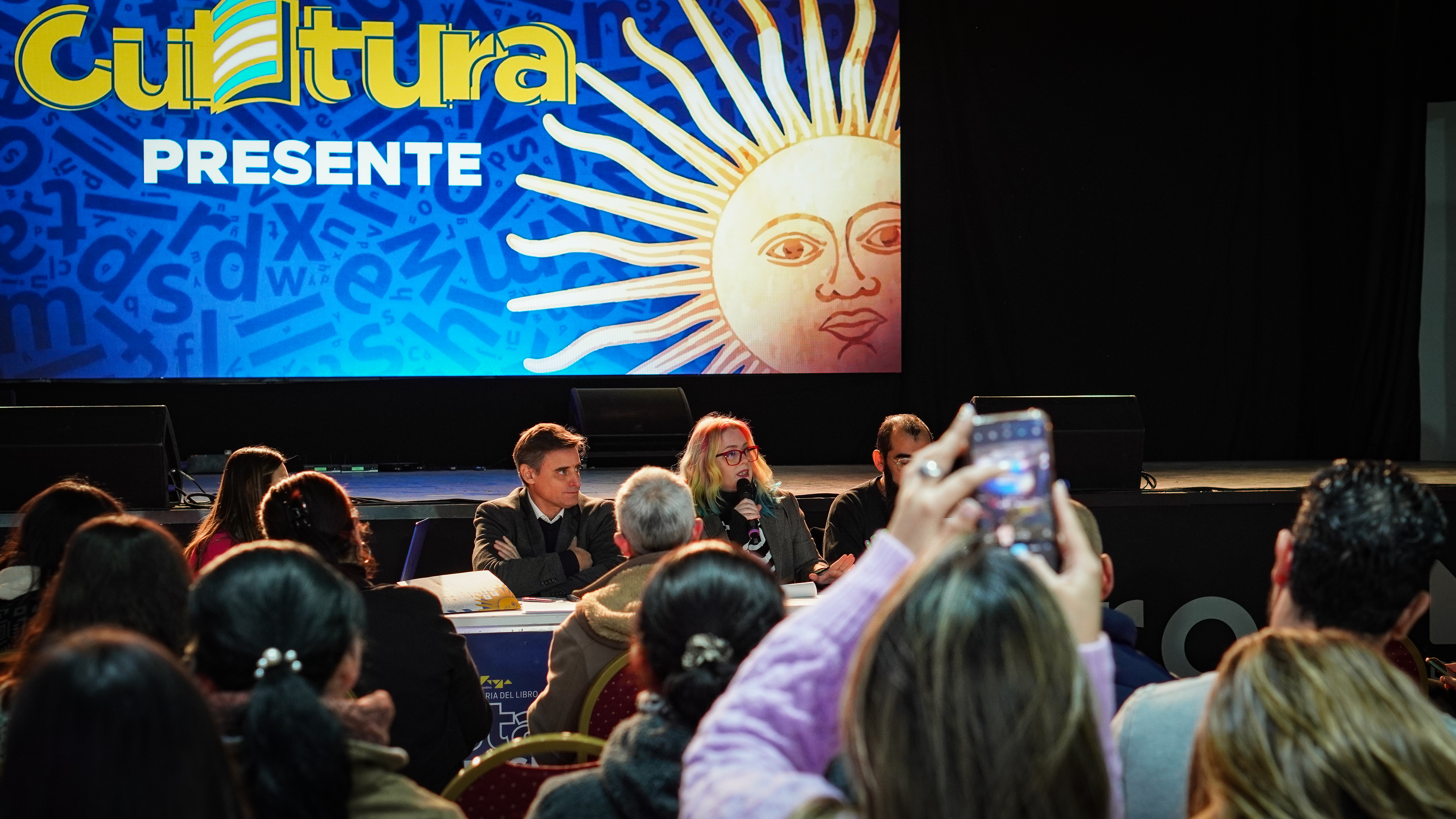
Calvo en la Feria Provincial del Libro de La Rioja, 2024

El 6 de junio de 2023, el Foro de Periodismo Argentino (FOPEA) manifestó su preocupación por las medidas tomadas por La jueza de Violencia de Género y Protección Integral de Menores, Jésica Díaz Marano, y la jueza Menem.
A partir de esto Calvo ha denunciado en medios locales y nacionales sufrir SLAPP, y haber recibido amenazas de muerte sin obtener protección alguna por parte de la justica al realizar las denuncias pertinentes.
Organismos e instituciones, como el CIPREN, FOPEA, La Asociación de Entidades Periodísticas Argentinas (ADEPA), La Federación Argentina de Trabajadores de Prensa (FATPREN), La Red de Carreras de Comunicación Social y Periodismo (REDCOM), La Sociedad Interamericana de Prensa, La Agencia de Noticias de Ciencias de la Comunicación de la UBA (ANCCOM), y La Defensoría del Público de Servicios de Comunicación Audiovisual, se han pronunciado sobre la gravedad institucional en las causas de la periodista, en cuanto a materia de Derechos Humanos implica; manifestándose también el ex Ministerio de las Mujeres, Géneros y Diversidad y el secretario de DDHH de La Provincia de La Rioja.

"El Ministerio tomó contacto con la documentalista Manuela Calvo para acompañarla a través de las intervenciones del programa Acercar Derechos y solicitó al Juzgado de manera formal tener acceso al expediente a los fines de evaluar futuras intervenciones en el marco de sus competencias"
Comunicado oficial del ex MMGyD, 14 de junio de 2022

Para el año 2024 Calvo ha denunciado acumular cuatro censuras previas, sin resolverse.
En mayo de 2025, denunció un intento de detención ilegal a uno de sus hijos por parte de la policía de la provincia de La Rioja.

## Distinciones
El 15 de septiembre de 2022, el Concejo Deliberante de la Ciudad de La Rioja le otorgó el reconocimiento de ciudadana ilustre en el marco del Conversatorio "Comunicadoras que miran al frente". Este fue parte del proyecto municipal de la Concejala Viviana Díaz para distinguir la labor y trayectoria de las comunicadoras locales Antonella Sánchez Máltese, Analía Yoma, Leila Torres, Luz Santangelo Carrizo y Calvo.

## Filmografía
- Mala Victima (2021)[63][64] sobre el caso del primer juicio y condena por "pornovenganza" en Argentina.[65]